# Nordlig fiskaltörnskata
Nordlig fiskaltörnskata (Lanius humeralis) är en fågel i familjen törnskator inom ordningen tättingar.

## Utbredning och systematik
Arten delas in i tre underarter med följande utbredning:
- L. h. smithii – Guinea till norra Demokratiska republiken Kongo, södra Sydsudan och västra Uganda
- L. h. humeralis – Eritrea och Etiopien till södra Tanzania och norra Moçambique
- L. h. capelli – sydvästra Uganda till östra Demokratiska republiken Kongo, Angola, Zambia och Malawi

Nordlig och sydlig fiskaltörnskata (L. humeralis) betraktades fram till nyligen som samma art och vissa gör det fortfarande.

## Status
IUCN behandlar inte nordlig fiskaltörnskata som egen art, varför dess hotstatus inte bedömts.